# Sorensenella
Genre
Synonymes
- Akaroa Roewer, 1931

Sorensenella est un genre d'opilions laniatores de la famille des Triaenonychidae.

## Distribution
Les espèces de ce genre sont endémiques de Nouvelle-Zélande.

## Liste des espèces
Selon World Catalogue of Opiliones (23/05/2021) :
- Sorensenella bicornis Pocock, 1903
- Sorensenella prehensor Pocock, 1903
- Sorensenella rotara Phillipps & Grimmett, 1932

## Étymologie
Ce genre est nommé en l'honneur de William Emil Sørensen.

## Publication originale
- Pocock, 1903 : « On some new harvest-spiders of the order Opiliones from the southern continents. » Proceedings of the Zoological Society of London, vol. 1902, no 2, p. 392–413 (texte intégral).